# 아프가니스탄 공화국
아프가니스탄 공화국(다리어: جمهوری افغانستان 줌후리이 아프가니스탄, 파슈토어: د افغانستان جمهوریت 더 아프가니스탄 줌호리아트)은 1973년에 모하마드 자히르 샤의 사촌 모하마드 다우드 칸이 무혈 쿠데타를 일으켜 수립된 아프가니스탄 최초의 공화정 체제이다.